# Abraham Stolz
Abraham Stolz (1614 – 1680) byl pražský dvorní truhlář. Do Čech přišel z Bavorska někdy před rokem 1637, v roce 1644 získal měšťanství v Praze na Malé Straně, kde si koupil dům U Zlatého stolu čp. 326/III na Jánském vršku. Za švédského vpádu pokoušel se zachránit poklady z císařské sbírky na Pražském hradě. Pracoval již pro dvůr Ferdinanda II., v rožmberském paláci, který patřil králi, na komorním panství v Brandýse nad Labem, pro pražské maltézské rytíře, v kostele sv. Marka v Žehušicích. Dochovaly se jeho práce pro klášter bosých karmelitánů v Praze – oltář sv. Terezie a druhý oltář, přenesený do Cetorazi. Titul dvorského řemeslníka, který jej osvobozoval od městských cechovních regulí, získal v roce 1668.
Jeho zetěm byl známější dvorní truhlář Marek Nonnenmacher, který se nejprve oženil s jeho dcerou a později vdovou. Syn Matyáš pokračoval ve Stolzově řemesle, Abrahám se stal malířem.